# László Lovász
László Lovász (Budapest, 9 de marzo de 1948) es un matemático húngaro, reconocido principalmente por su trabajo en combinatoria, con el cual ganó en 1999 el premio Wolf. Posee un Número de Erdős de 1. Desde 2014 es el presidente de la Academia Húngara de Ciencias.

## Biografía
Lovász participó en cuatro ediciones consecutivas de la Olimpiada Internacional de Matemática, donde consiguió una medalla de plata en 1963 y tres medallas de oro consecutivas ente 1964 y 1966.
Lovász obtuvo su grado de Ph.D. en 1970 de la Universidad Eötvös Loránd, que se encuentra en su país natal en Budapest. Después de este logro trabajó en la misma universidad hasta 1975. Desde ese año hasta 1982 dirigió el departamento de geometría en la Universidad de Szeged, luego regresó a la casa de estudios donde se formó a crear el Departamento de Ciencias de la Computación.
Fue profesor de la Universidad de Yale durante la década de 1990. Hasta octubre de 2006 trabajaba como investigador en el Microsoft Research.
Fue escogido para ser presidente de la Unión Matemática Internacional a partir del 1 de enero de 2007, cargo que ejerció hasta diciembre de 2010.

## Premios
En 1999, ganó el premio Knuth y el premio Wolf en matemáticas junto con Elias M. Stein.
En 2001, obtuvo el premio Gödel, junto con Sanjeev Arora, Uriel Feige, Shafi Goldwasser, Carsten Lund, Rajeev Motwani, Shmuel Safra, Madhu Sudan y Mario Szegedy.
En 2018, recibió el Premio Europeo de Ciencia Hipatia que otorga el Ayuntamiento de Barcelona.
En 2021, obtuvo el premio Abel, junto con Avi Wigderson.

## Libros
Lovász fue coautor y/o editor de los siguientes libros:
- Lovász L., Pelikán J., Vesztergombi K.: Kombinatorika, Tankönyvkiadó, Budapest, 1977
- Gács P., Lovász L.: Algoritmusok, Müszaki Könyvkiadó, Budapest, 1978; Tankönyvkiadó, Budapest, 1987
- L. Lovász: Combinatorial Problems and Exercises, Akadémiai Kiadó - North Holland, Budapest, 1979, revised: Elsevier, Akadémiai Kiadó, 1993, reprint: AMS Chelsea Publishing, 2007.
- L. Lovász, M.D. Plummer: Matching Theory, Akadémiai Kiadó - North Holland, Budapest, 1986
- L. Lovász: An Algorithmic Theory of Numbers, Graphs, and Convexity, CBMS-NSF Regional Conference Series in Applied Mathematics 50, SIAM, Philadelphia, Pennsylvania, 1986
- M. Grötschel, L. Lovász, A. Schrijver: Geometric Algorithms and Combinatorial Optimization, Springer, 1988
- B. Korte, L. Lovász, R. Schrader: Greedoids, Springer, 1991
- Ronald L. Graham, M. Grötschel, L. Lovász (eds.): Handbook of Combinatorics Elsevier Science B.V., 1995
- L. Lovász, J. Pelikán, K. Vesztergombi K.: Discrete Mathematics: Elementary and Beyond, Springer, New York, 2003
- L. Lovász: Large Networks and Graph Limits, American Mathematical Society, 2012